# Оруджева, Иззет Мирза Ага кызы
Иззет Мирза Ага кызы Оруджева (азерб. İzzət Mirzəağa qızı Orucova; 16 сентября 1909, Баку — 22 апреля 1983, Баку) — азербайджанский советский химик, лауреат Государственной премии Азербайджанской ССР, доктор технических наук, профессор, академик Академии наук Азербайджанской ССР. Первая азербайджанка, сыгравшая в художественном кино.

## Биография
Родилась 16 сентября 1909 года в Баку. В семье было пятеро детей, самой старшей из которых была Иззет. Дочери Мирза Аги стали первыми на их улице, кто сбросил чадру. В дореволюционные годы эта улица так и называлась — Чадровая.
Окончила девятилетку. В 1932 году окончила Азербайджанский нефтяной институт, где изучала химию нефти. С этого же года начала работать лаборанткой в Азербайджанском научно-исследовательском институте нефтеперерабатывающей промышленности. После работы преподавала в школе.
Ещё в студенческие годы Оруджева, чтобы помогать семье, работала машинисткой в «Азнефти». В этот же период она стала сниматься в кино. Известный в те годы азербайджанский драматург Джафар Джаббарлы лично пригласил её сняться в главной роли в фильме «Севиль» по мотивам его одноимённой пьесы. В 1929 году фильм вышел на экраны и оказал огромное влияние на раскрепощение многих азербайджанских женщин в те годы. В 1935 году Оруджева снялась в фильме «Алмас», также снятой по мотивам одноимённой пьесы Джаббарлы.
В Азербайджанском научно-исследовательском институте нефтеперерабатывающей промышленности проработала до 1949 года. В период с 1949 по 1965 год работала в Институте нефтехимических процессов Академии наук Азербайджанской ССР. В 1967 году стала директором Института неорганической и физической химии Академии наук Азербайджанской ССР. Данный пост она занимала до 1971 года. С этого же года Оруджева работала в Институте химии присадок Академии наук Азербайджанской ССР.
Работы Иззет Оруджевой посвящены в основном изучению свойств смазочных масел. Ей принадлежат исследования влияние вида сырья, методов его переработки и различных присадок на свойства смазочных материалов. Ею разработаны некоторые технологические методы производства присадок. Работала также над улучшением качества моторных масел с использованием различных присадок.
В 1947 году защитила кандидатскую диссертацию на тему «Пути улучшения смазочных масел». В 1962 году — докторскую диссертацию под названием «Создание энергетических масел с новыми свойствами».
В 1970 году стала лауреатом Государственной премии Азербайджанской ССР. В 1972 году ей было присвоено звание академика Академии наук Азербайджанской ССР.
Скончалась 22 апреля 1983. Похоронена на II Аллее почётного захоронения в Баку.

## Личная жизнь
В 1935 году Оруджева вышла замуж за своего соседа Мовсума Исмаилзаде. Вскоре у пары родился сын Илмаз. В 1937 году Мовсума арестовали как врага народа. Предчувствуя свой арест, он расстался с женой, чтобы спасти семью от репрессий. Вернувшемуся из ссылки Исмаилзаде было запрещено жить в Баку и он поселился в Мингечевире, где женился вторично.